# Kiyotaka Kaburaki
Kiyotaka Kaburaki (鏑木清方 Kaburaki Kiyokata sau Kaburagi Kiyotaka?) (n. 31 august 1878, Tokio, d. 2 martie 1972, Kamakura) a fost un pictor japonez specializat în bijinga („picturi de femei frumoase”).

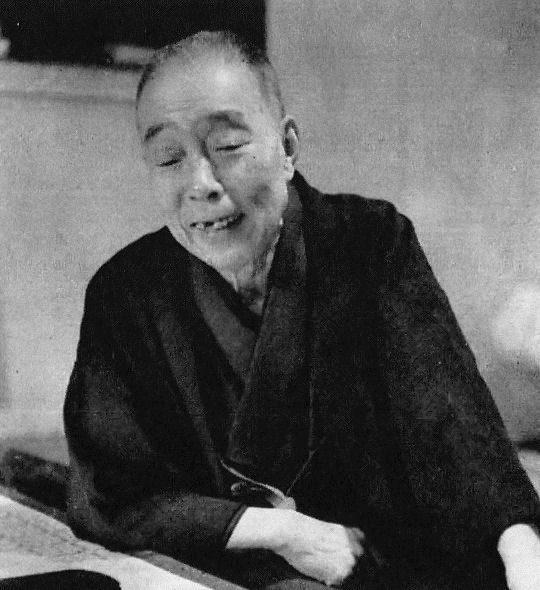
Kiyotaka Kaburaki

Născut sub numele Kenichi Kaburaki în cartierul Kanda din Tokio, a fost fiul lui Saigiku Jōno, unul dintre fondatorii ziarului "Nichi-nichi Shinbun" (actualmente "Mainichi Shinbun"). Pe langă faptul ca era un prosper om de afaceri, tatăl lui era și un om de o vasta cultură, care scria romane și critici de teatru. Astfel, tânărul Kenichi, influențat de tatăl său pe care îl admira, și crescând într-o atmosfera literară, a avut des prilejul să facă cunoștință cu literatura și cu artele frumoase.
La recomandația tatălui său și a lui Enchō Sanyūtei (scriitor și actor de rakugo), devine la vârsta de 13 ani ucenicul lui Toshikata Mizuno (1866-1908), un pictor ukiyo-e al școlii Utagawa și ilustrator, de la care a primit doi ani mai târziu pseudonimul Kiyotaka.
A publicat ilustrații pentru prima dată în ziarul "Yamato Shinbun", ziar al cărui patron era tatăl său, iar mai apoi in Tōhoku Shinbun, după care a devenit artist independent. 
La vârsta de 23 de ani, a organizat grupul artistic Ugō-kai (grup care căuta către o renaștere a picturii de gen), și s-a împrietenit cu scriitorul Kyōka Izumi, care l-a rugat să-i ilustreze coperțile și paginile de titlu ale trilogiei sale „Sanmai tsuzuki”. Cam în aceeași perioadă a devinit tot mai interesat de stilul de pictura nihonga (stilul autohton japonez), stil pe care l-a folosit cu precădere de atunci înainte. 
În 1903 a ilustrat în mod repetat paginile de titlu ale revistei Bungei Kurabu, revista care domina viața literară a epocii, devenind astfel cunoscut în toată Japonia ca ilustrator de primă clasă. 
În 1915 ucenicii săi Shinsui Itō și Shimei Terashima au format un grup numit „Kyōdo-kai”, afirmând prin aceasta poziția mentorului lor ca unul din liderii vieții artistice japoneze de la începutul erei Taishō, lucru consolidat și prin faptul că a câștigat ulterior Marele Premiu (cu pictura intitulată „O ploaie trecatoare”) la a 9-a expoziție de pictură organizată de Ministerul Învățământului din Japonia din acel an. 
Urmatorii ani au fost bogați în activitate, el organizând un alt grup artistic, numit „Kinrei-sha” (care era nucleul asociațiilor de pictură nihonga din Tokio), împreună cu Hyakusui Shirafuku, Eikyu Matsuoka, Somei Yūki și Reika Kikkawa, și fiind numit membru al juriului la primul concurs de pictură Teiten organizat de către Acadamia Imperiala de Arte Frumoase, concurs pe care l-a câștigat opt ani mai târziu când a participat cu pictura „Tsukiji-Akashichō”. Astfel a devenit o personalitate cheie în domeniu atât prin nume cât și prin fapt. La vârsta de 52 de ani a participa la a 11-a ediție a concursului Teiten cu pictura „Portretul lui Enchō Sanyūtei” (cel care îl recomandase maestrului Mizuno), pictură care va fi numită „Proprietate culturală importantă a națiunii” în 2003.
Când Academia Imperială de Arte a fost întemeiată în 1937, Kiburaka a fost acceptat ca membru (după ce fusese membru al Academei de Arte Frumoase din 1929), iar în 1944 a fost numit „teishitsu gigeiin” („Pictor al Curții Imperiale”). După război, în 1946, a fost unul din membrii juriului al primei expoziții Nitten (Expoziția japoneză de arte frumoase). 
Tot în 1946 s-a mutat la Kamakura, de la Gotenba, unde fusese evacuat din Ushigome-Yaraichō, cartierul din Tokio unde locuise, cartier care fusese și el distrus de bambardamentul incendiar de la sfârșitul celui de-al Doilea Război Mondial.
În anul 1954 a primit "Ordinul Meritul Cultural". 
În anul 1998 a fost inaugurat la Kamakura Muzeul Memorial Kaburaki Kiyotaka în fosta locuință a pictorului. 
Este înmormântat la cimitirul Yanaka din Tokio.

## Filatelie
Două dintre lucrările lui Kaburaki au fost selectate ca timbre comemorative de către guvernul japonez:
- 1971: Tsukiji Akashimachi (1927), pentru Săptămâna filatelică 1971
- 1980: Ichiba (1940), ca parte a seriei de Artă Modernă